# Bojonggedang
Bojonggedang is een bestuurslaag in het regentschap Ciamis van de provincie West-Java, Indonesië. Bojonggedang telt 3507 inwoners (volkstelling 2010).